# Homoneura mayrhoferi
Homoneura mayrhoferi är en tvåvingeart som beskrevs av Leander Czerny 1932. Homoneura mayrhoferi ingår i släktet Homoneura och familjen lövflugor. Inga underarter finns listade i Catalogue of Life.